# Circuito X
Circuito X es una radioemisora venezolana que inició operaciones en Caracas en junio de 1994 como señal matriz de un circuito que contaba entonces con apenas cinco emisoras en todo el país. La radio manejaba un concepto en el que se combinaba la música latina y el pop exclusivamente en español, con programas de entretenimiento, que nos permitieron llenar un espacio importante en el dial y captar una audiencia joven.
El Circuito X fue creciendo hasta cubrir las ciudades más importantes de Venezuela. Todas las emisoras enlazadas vía satélite, transmitiendo en vivo programación nacional y bajo un mismo estilo, el cual, poco a poco, se ha ido adaptando a los gustos y necesidades de nuestra audiencia.

## Eslóganes o lemas
- Es parte de tu vida (1994-2002)
- O, O, O-yeee Circuito X (2002-2008)
- Pásala bien, pásala en el Circuito X (2008-2009)
- Pásala bien (2009-2011)
- Vente a la X (2011-2012)
- 100 % Entretenimiento. Vente a la X (2012-2014)
- La X... Más Nada (diciembre de 2014- mayo de 2015)
- #ActitudX (Jun. 2015-2016)
- #TuRadio....La X  (2017 - 2018)
- ¡Tu radio, tu música! (2018 - 2019)
- ¡#Tu radio.... La X! (2020)

## Emisoras del Circuito
- 89.7 MHz (Caracas)
- 102.7 MHz (Valencia)
- 90.5 MHz (Puerto La Cruz)
- 94.7 MHz (Guarenas/Guatire)
- 94.9 MHz (La Guaira)
- 107.1 MHz (Altos Mirandinos)
- 102.3 MHz (Maracaibo)
- 105.3 MHz (Barquisimeto)